# Казадезю, Оливье
Оливье Касадеус (род. 2 сентября 1970 года, Париж, Франция) — французский актёр.

## Биография
Родился в семье дирижера Ж. К. Казадезю. В детстве игру на фортепиано ему преподавал высококлассный педагог по оригинальной методике. С 14 лет юноша увлекся современной музыкой. Но в одно прекрасное утро Оливье решил поискать собственный путь. Собрав вещи в рюкзак, он махнул через океан и в Америке поступил сразу в два университета на музыкальные факультеты. Позже он создал свою студию и организовал рок-группу. Потом его потянуло в рекламу, где он стал ассистентом режиссёра, а затем моделью.
В конце 1980-х снимался в клипах Стефании, принцессы Монако.
В сериале «Элен и ребята» начал сниматься с 193 серии, затем принял участие в съемках продолжения — «Грезы любви» и «Каникулы любви». Снимался в нескольких сериях сериала «Сан-Тропе» (ориг. название: Sous le soleil).